# Eupalamus
Eupalamus is een geslacht van insecten uit de orde vliesvleugeligen (Hymenoptera) en de familie Ichneumonidae.

## Soorten
- E. andersoni Heinrich, 1961
- E. ferrugineus (Cameron, 1901)
- E. flavoventralis Uchida, 1926
- E. giganteus Uchida, 1928
- E. japonicus Uchida, 1926
- E. lacteator (Gravenhorst, 1829)
- E. lamentator (Thunberg, 1822)
- E. longisuperomediae Uchida, 1937
- E. malaisei Heinrich, 1980
- E. melacneme Heinrich, 1961
- E. oscillator Wesmael, 1845
- E. tenuimanus Heinrich, 1980
- E. townesorum Heinrich, 1980
- E. wesmaeli (Thomson, 1886)